# Biała księga kształcenia i doskonalenia
Biała księga kształcenia i doskonalenia obejmuje analizy bieżącego stanu oświaty oraz kierunki i propozycje jej dalszego rozwoju. Powstała z koncepcji Komisji Europejskiej (Komisja Europejska) i była skutkiem dyskusji o potrzebie znaczących zmian w polityce edukacyjnej krajów europejskich. Zapoczątkowana była w 1996 roku, Europejskim Roku Kształcenia Ustawicznego, a uczestniczyli w niej ważni uczestnicy życia publicznego, a także ministrowie zajmujący się sprawami społecznymi i edukacją.

## Biała księga i jej twórcy
Biała księga kształcenia i doskonalenia obejmuje analizy bieżącego stanu oświaty oraz kierunki i propozycje jej dalszego rozwoju. Powstała z koncepcji Komisji Europejskiej i była skutkiem dyskusji o potrzebie znaczących zmian w polityce edukacyjnej krajów europejskich. Zapoczątkowana była w 1996 roku, Europejskim Roku Kształcenia Ustawicznego, a uczestniczyli w niej ważni uczestnicy życia publicznego, a także ministrowie zajmujący się sprawami społecznymi i edukacją.
Biała księga powstała z inicjatywy:
- komisarza do spraw badań naukowych, wychowania i kształcenia – Edith Cresson,
- komisarza do spraw zatrudnienia i spraw społecznych – pana Padraiga Flynna w porozumieniu z komisarzem do spraw przemysłu, informacji i techniki telekomunikacji – Martinem Bangemannem (Martin Bangemann).

29 listopada 1995 roku nastąpiło uchwalenie Białej Księgi przez Komisję Europejską, a jej pełny tytuł brzmi: Nauczanie i uczenie się. Na drodze do uczącego się społeczeństwa. Podstawowym celem jest zachęcanie do zdobywania umiejętności i wiadomości podczas ciągłego uczenia się i nauczania, by stworzyć uczące się społeczeństwo. Zaś fundamentem tej wizji jest idea uczenia się przez całe życie, co ułatwi ludziom życie w tak szybko zmieniającym się świecie, a edukacja permanentna ma być warunkiem postępu społecznego.

## Czynniki przemian
Czynniki przemian przyczyniające się do przeobrażeń społeczeństw:
1. rozwój społeczeństwa informacyjnego – aktualnie technologie informacji zmieniły charakter pracy i organizację produkcji, wszystko ulega zmianom. Od przedsiębiorstw wymaga się większej giętkości i decentralizacji, także wymagania dla pracownika uległy modyfikacji. Społeczeństwo informacyjne przyczynia się do zmiany sposobu nauczania, gdzie ważną rolę odgrywa wzajemne oddziaływanie nauczyciela i uczącego się.
2. proces globalizacji (globalizacja) – to swobodny przepływ kapitałów, dóbr i usług, co w przyszłości spowoduje powstanie rynku globalnego, a firmy będą otwarte i solidarne wobec siebie.
3. przemiany cywilizacji naukowo – technicznej – rozwój i upowszechnianie wiedzy naukowej oraz produkcji technicznej, co prowadzi do potrzeby łączenia wysokiej specjalizacji z kreatywnością i twórczością. Jednocześnie może to spowodować poczucie strachu i zagrożenia u współczesnego człowieka.

## Podstawowe cele
Aby móc przekształcić społeczeństwa, muszą spełnione być dwa warunki, które autorzy Białej Księgi traktują jako dwa podstawowe cele. A są to:
1. umożliwienie każdemu człowiekowi zdobycie i rozwój kultury ogólnej – otaczająca nas rzeczywistość bardzo szybko ulega wszelkim przemianom, a człowiek zasypywany jest mnóstwem nowych informacji. Dlatego należy skupić się na pozytywnych skutkach, jakie przynosi szeroka wiedza., która powinna być z zakresu treści ogólnohumanistycznych, z wiedzy literackiej, filozoficznej, teoretycznej, czy praktycznej. Pozwoli to człowiekowi dobrze funkcjonować w otaczającym świecie i umiejętnie podejmować decyzje. Uchroni go zaś przed manipulacją.
2. rozwój przydatności do zatrudnienia i zdolność do aktywności ekonomicznej – w okresie globalizacji i pojawianiu się nowych technologii, człowiek posiadać ma wiedzę, która będzie połączeniem podstaw, wiedzy technicznej oraz umiejętności społecznych, która pozwoli mu żyć w zaistniałej sytuacji. Dlatego ważnym, jest, by rozwijać u człowieka umiejętności podstawowe i kształcić techniki samodzielnego uczenia się oraz powinno dbać się o rozwój umiejętności technicznych, które potrzebne są przy zmianie pracy. Nabywane są one podczas kształcenia ogólnego oraz doskonalenia zawodowego, a także podczas pracy. Natomiast zdolności społeczne związane są z umiejętnością współpracy, pracy w grupie i kreatywności, które nabywa się w praktyce zawodowej. Jest kilka sposobów na rozwój przydatności do zatrudnienia i zdolność do aktywności ekonomicznej:

- droga tradycyjna – ukończenie studiów i uzyskanie dyplomu – jest to sposób najbardziej znaczący, jeśli chodzi o zatrudnienie. Dyplomy określają kompetencje, co według autorów Białej Księgi świadczy o sztywności rynku pracy i czasami o przecenianiu dyplomu.
- droga nowoczesna – jest to innowacyjny sposób „wejścia w sieć współpracy, kształcenia i doskonalenia”; ważny jest tu dostęp do kształcenia i doskonalenia, a każdy powinien być informowany o istniejących ofertach kształcenia w określonych zawodach. Istotne jest, by państwa Unii Europejskiej (Unia Europejska) wzajemnie uznawały zdobytą wiedzę.

Autorzy Białej Księgi akcentują, że obecny system kształcenia musi ulec przemianie, a struktury instytucji kształcenia powinny przystosować się do spełniania potrzeb edukacyjnych różnych grup społecznych. Trzeba wiec zwiększyć elastyczność, zapewnić większą autonomię osób i instytucji. Tak więc należy zainwestować  w edukację, by podnieść poziom kształcenia, a odbywać się to ma poprzez nakłanianie do zdobywania nowych kwalifikacji i umiejętności w ciągu całego życia. W przemianach tych, ważną rolę odgrywa szkoła, w której to właśnie rozpoczyna się edukacja.

## Priorytetowe cele Komisji Europejskiej i ich realizacja
Priorytetowe cele Komisji Europejskiej, których realizacja ma doprowadzić do powstania społeczeństwa uczącego się:
1. Zachęcanie do zdobywania nowej wiedzy - należy rozwijać wszelkie formy owej zachęty, gdyż każdy powinien posiadać dostęp do form edukacji, która odpowiadałaby jego potrzebom. Należy też zwiększyć mobilność studentów, by uznawać ich osiągnięcia, zdobyte podczas studiów, a także znieść przeszkody i bariery. By zrealizować ten cel zakłada się:
- Wspieranie współpracy europejskiej chcącej rozbić duże dyscypliny wiedzy na bloki
- Budowa europejskiej sieci centrów kształcenia zawodowego
- Określenie najlepszej formy akredytacji wiedzy
- Określenie wzorów osobowych kart kompetencji

2. Zbliżenie szkoły i przedsiębiorstwa – poprzez znoszenie barier pomiędzy nimi. Także przyczynić się do tego rozwój systemu praktyk oraz zachęcanie do kształcenia ustawicznego. Realizacja ma się odbyć przez:
- tworzenie i współpraca sieci ośrodków kursów i praktyk w krajach europejskich
- promocja mobilności kursantów
- stworzenie europejskiej karty kursów

3. Walka ze zjawiskiem marginalizacji – może odbywać się poprzez zwiększenie liczby staży edukacyjnych lub organizowanie akcji zatrudniania miejscowego. Autorzy Białej Księgi zaś proponują szkoły drugiej szansy, które powinny znajdować się w „trudnych dzielnicach”, ale należy przy tym uważać, by to nie doprowadziło do segregacji, dlatego w szkołach tych powinni pracować najlepsi nauczyciele, by rozwinąć u młodzieży motywację, kształtować umiejętności uczenia się oraz rozwijać kompetencje społeczne. Ochotnicza służba młodzieżowa zaproponowana także przez autorów Białej Księgi miałaby stwarzać możliwości odbywania stażu przez osoby młode w celu rozwijania działalności pożytecznych dla wspólnego dobra. By postulaty te zrealizować, należy:
- gromadzić fundusze europejskie dla wsparcia środków narodowych i regionalnych
- zwiększać dotacje na konsultacje i partnerstwo z instytucjami gospodarczymi, by zwiększyć możliwość zatrudnienia
- stosować metody nauczania z wykorzystaniem technik informacyjnych i multimediów
- promocja działań animacyjnych w celu powiązania rodziny ze szkołą

4. Opanowanie trzech języków Wspólnoty – ważnym jest, by nie tylko potrafić się tymi językami posługiwać, ale też by przez to potrafić dostosować się do nowych środowisk, w innych kulturach. Nauka języków pomaga osiągnąć powodzenia w szkole. Unia Europejska stworzyła już programy rozwijające naukę języków obcych: LINGUA, SOCRATES, LEONARDO. By zrealizować te postulaty należy:
- używanie jednego języka Wspólnoty przez uczniów szkół podstawowych, zaś dwóch języków w szkołach ponadpodstawowych
- uczestnictwo nauczycieli z krajów Unii Europejskiej
- stosowanie nowoczesnych metod nauczania, by samodzielnie uczyć się języków obcych
- umożliwianie i promocja kontaktów pomiędzy młodzieżą z różnych państw

5. Równorzędność inwestycji materialnych i edukacyjnych – priorytetem jest to skonsolidowanie poziomów finansowania, a odbywać ma się to poprzez:
- promocja postrzegania kształcenia jako inwestycji
- zachęta do inwestowania w kształcenie